# Altopiano Proibito
L'altopiano Proibito (in inglese: Forbidden Plateau), centrato alle coordinate 64°47′S 62°05′W, è un altopiano completamente ricoperto dai ghiacci situato nella Terra di Graham, in Antartide, in particolare nell'entroterra della costa di Danco. I confini dell'altopiano, la cui altezza varia tra i 1700 e i 1900 m s.l.m. e che si estende per circa 90 km in direzione nord-est/sud-ovest, sono segnati, a nord, dall'estremità sud-occidentale dell'altopiano di Foster e, a sud, dall'estremità settentrionale dell'altopiano di Bruce.
Dai versanti dell'altopiano fluiscono diversi ghiacciai, tra i quali il grande ghiacciaio Jorum, che fluisce verso sud-est ed è alimentato dalle nevi che scendono dal versante centro-orientale dell'altopiano,  e i più piccoli Moser e Bagshawe che fluiscono rispettivamente verso ovest e verso nord.

## Storia
L'altopiano Proibito fu fotografato durante ricognizioni aeree effettuate nel 1956-57 dalla Hunting Aerosurveys Ltd. nel corso della spedizione di ricognizione aerea delle Isole Falkland e delle dipendenze e mappato per la prima volta da cartografi del British Antarctic Survey, che all'epoca si chiamava ancora Falkland Islands and Dependencies Survey (FIDS). La formazione fu così battezzata nel 1960 dal comitato britannico per i toponimi antartici con il suo attuale nome poiché ogni tentativo di attraversamento dell'altopiano si era sempre rivelato infruttuoso fino a che alcuni membri del FIDS non riuscirono nell'impresa nel 1957.